# Eobiana nippomontana
Eobiana nippomontana är en insektsart som beskrevs av Ishikawa, H. och Yuiti Wada 2001. Eobiana nippomontana ingår i släktet Eobiana och familjen vårtbitare. Inga underarter finns listade i Catalogue of Life.